# Most Girls (песма певачице Пинк)
"Most Girls" (у преводу, Већина девојака) је други сингл певачице Пинк издат 2000. године са њеног деби албума, Can't Take Me Home.

## Списак песама

### Сингл
1. "Most Girls" [Radio Edit]
2. "Most Girls" [A Cappella]
3. "Most Girls" [Instrumental]

### ECD
1. "Most Girls" [Radio Edit]
2. "Most Girls" [Men Vocal Mix]
3. "Most Girls" [X-Men Dubby]
4. "There You Go" [Sovereign Mix]
5. Most Girls Video

## Топ листе
| Година | Листа                                | Врх |
| ------ | ------------------------------------ | --- |
| 2000   | Аустралијанска топ-листа 50 синглова | 1   |
| 2000   |                                      | 1   |
| 2000   |                                      | 1   |
| 2000   |                                      | 2   |
| 2000   |                                      | 2   |
| 2000   |                                      | 4   |
| 2000   |                                      | 5   |
| 2000   |                                      | 23  |
| 2000   |                                      | 43  |
| 2000   |                                      | 44  |
| 2000   |                                      | 67  |
| 2001   |                                      | 24  |
| 2001   |                                      | 32  |

| Недеља | 01 | 02 | 03 | 04 | 05 | 06 | 07 | 08 | 09 | 10 | 11 | 12 | 13 | 14 |
| ------ | -- | -- | -- | -- | -- | -- | -- | -- | -- | -- | -- | -- | -- | -- |
| Место  | 21 | 18 | 16 | 16 | 14 | 14 | 17 | 17 | 16 | 21 | 27 | 28 | 32 | 34 |

| Место | 21 | 9 | 7 | 2 | 1 | 2 | 2 | 2 | 8 | 8 | 10 | 11 | 16 | 21 | 23 | 29 | 35 | 48 |